# جو دافيسون
جو دافيسون (بالإنجليزية: Joe Davison)‏ (6 يوليو 1897 في المملكة المتحدة - 1965 في المملكة المتحدة) هو لاعب كرة قدم بريطاني (وحمل سابقاً جنسية المملكة المتحدة لبريطانيا العظمى وأيرلندا) في مركز الظهير. لعب مع نادي بورتسموث ونادي ميدلزبره ونادي واتفورد.